# بانداراوه‌لا
بانداراوه‌لا (به لاتین: Bandarawela) یک شهرک در سری‌لانکا است که در ناحیه بادولا واقع شده‌است.

## خصوصیات
بانداراوه‌لا ۷٬۸۸۰ نفر جمعیت دارد.